# Село имени Бабушкина
Село и́мени Ба́бушкина (у местного населения — Бабушкино; так же называется автостанция в селе) — крупное село в России, административный центр Бабушкинского района Вологодской области. Расположено на берегу реки Леденьги, в 249 км к востоку от Вологды. Название дано в честь уроженца села видного революционера И. В. Бабушкина.
Административный центр Бабушкинского сельского поселения и Бабушкинского сельсовета.

## История
Село первоначально имело название Леденгское по названию реки.
Солёные подземные моря в недрах земель по реке Леденьге открылись людям ещё в XV веке. С тех времён на четыре столетия солеварение стало главным занятием леденгцев. Вероятно, по этой же причине в списке населённых пунктов Вологодской губернии, по состоянию на 1859 г., село указано под номером 9849 как Леденгский Солеваренный Завод.
Согласно книге «Родословие Вологодской деревни», село пустовало до 1640-х гг. на протяжении ста лет из-за заброшенного соляного промысла. В 1623 г. в источниках, по сведениям этой книги, отмечается наличие пустоши при Погосте Спасском на Леденьге. В тот период территория села входила в состав Вотченской волости Тотемского уезда. Принадлежало село в тот момент промышленникам Строгановым.
Впоследствии здесь возникли целые династии древнерусских инженеров. Они предвосхитили многие приёмы буровой техники, которые используются по сей день. С помощью деревянных труб леденгцам удавалось добывать рассолы почти с пятисотметровой глубины. Выходцем из такой инженерной семьи был и видный революционер Иван Бабушкин. 25 марта 1941 года село было переименовано в его честь.
Соляные богатства привели некогда в Леденгское отца великого композитора Илью Петровича Чайковского. Он немало заботился о благоустройстве села и старался улучшить условия труда на промыслах. С его именем связано открытие первого училища, где занимались дети солеваров. Благодаря И. П. Чайковскому был разработан первый план застройки села.
В 1841 году в районе были устроены первые лечебные ванны. Целебные свойства подземных вод стали основой для создания в этих краях бальнеологических санаториев и курортов.
По состоянию на 1881 г. село Леденгское составляло Леденгскую волость Тотемского уезда.
Согласно переписи населения 1897 г., в селе (указанном в отчёте как Леденгск, Леденгское, Усолье) проживало 1367 человек: 680 мужчин и 687 женщин.
В 2000 году часть села имени Бабушкина была присоединена к соседнему посёлку Юрманга.

## Промышленность
Широко развита лесная инфраструктура.

## Демография
Население по данным переписи 2002 года — 4105 человек (1962 мужчины, 2143 женщины). Преобладающая национальность — русские (98 %).
По переписи 2010 года население — 4035 человек (1920 мужчин, 2115 женщин).
| 1374 | 1367 | 1572 |

| 1959 | 1970  | 1979  | 1989  | 2002  | 2010  | 2021  |
| ---- | ----- | ----- | ----- | ----- | ----- | ----- |
| 2227 | ↗2446 | ↗3640 | ↗4487 | ↘4105 | ↘4017 | ↘3842 |

## Климат
| Показатель                            | Янв.  | Фев.  | Март | Апр. | Май  | Июнь | Июль | Авг. | Сен. | Окт. | Нояб. | Дек.  | Год |
| ------------------------------------- | ----- | ----- | ---- | ---- | ---- | ---- | ---- | ---- | ---- | ---- | ----- | ----- | --- |
| Средняя температура, °C               | −11,6 | −10,4 | −5   | 2,6  | 10,1 | 16,1 | 18,4 | 15,1 | 9,3  | 2,5  | −6,2  | −10,2 | 2,6 |
| Источник: NASA. База данных RETScreen |       |       |      |      |      |      |      |      |      |      |       |       |     |

## Достопримечательности

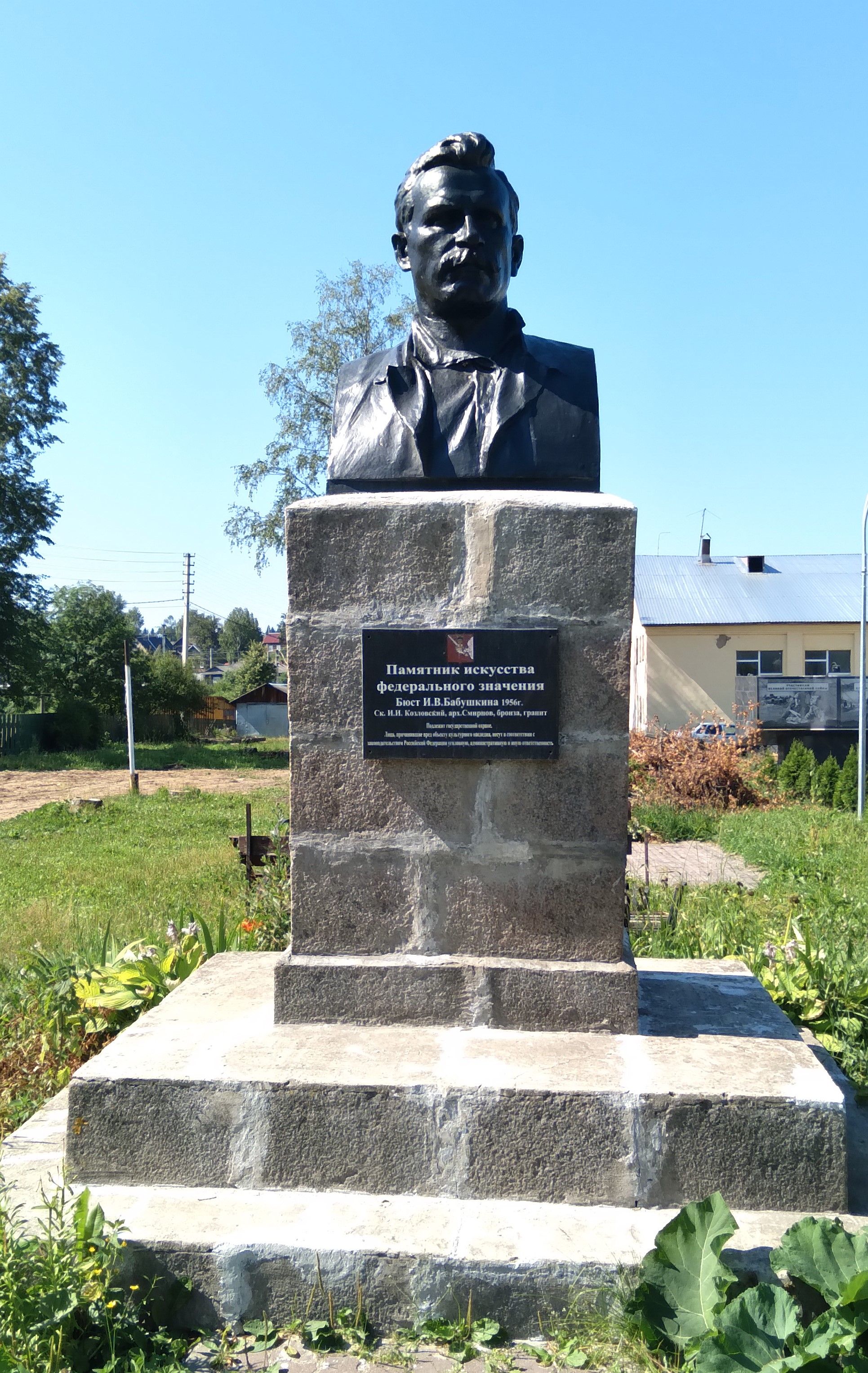
Бюст И. В. Бабушкина в селе имени Бабушкина

- Санаторий Леденгск, основанный в 1989 году и известный на всю область и даже за её пределами. Расположен в новом здании на берегу реки Леденьги.
- Памятник, установленный в честь юбилея космонавта Павла Беляева.
- Дом-музей Ивана Бабушкина, посвящённый истории села и жизни его жителей в XIX веке.